# Калев (спортивное общество)
Спортивное общество «Калев» (эст. Eesti Spordiselts Kalev) — эстонское спортивное общество, основанное в 1901 году.

## История
Основано в 1901 году в Ревеле (ныне Таллин) как общество велосипедистов-любителей «Калев» (эст. Jalgrattasõitjate Selts "Kalev").
В 1908 году при обществе организуется теннисный клуб. Позже открываются секции лёгкой атлетики, плавания, футбола, греко-римской борьбы, гребли. В 1920-е годы организуется баскетбольный клуб.
В 1940 году, с включением Эстонии в состав СССР, «Калев» ликвидируется, а его объекты переходят в распоряжение всесоюзного спортивного общества «Динамо». В 1944 году было образовано республиканское добровольное спортивное общество «Калев». На пике своего развития, в период существования Эстонской ССР, насчитывало 177,1 тыс. членов.

## Достижения
На различных соревнованиях, включая чемпионаты мира и Олимпийские игры, воспитанники общества завоевали в общей сложности более 400 медалей. Среди самых известных калевцев — шахматист Пауль Керес, золотые призёры Олимпийских игр: борец Йоханнес Коткас, велосипедист Ааво Пиккуус, волейболист Вильяр Лоор, баскетболист Тийт Сокк и лыжница Кристина Шмигун.